# 碗米坡镇
碗米坡镇，是中华人民共和国湖南省湘西土家族苗族自治州保靖县下辖的一个乡镇级行政单位。

## 行政区划
碗米坡镇下辖以下地区：
碗米坡社区、迎丰村、美竹村、首八峒村、沙湾村、磋比村、驼背村、马蹄村、叒吾村、押马村、新码头村、陡滩村、谭家村、撒珠村、松溪村、陇西村、起车村、咱科村、陇木村、昂洞村和拔茅村。

## 中国传统村落
2012年，首八峒村被评为首批“中国传统村落”。